# Miss World 2025
Miss World 2025 – 72. wybory Miss World, których gala finałowa odbyła się 31 maja 2025 w HITEX Exhibition Centre, w Hajderabadzie. Miss World została Suchata Chuangsri z Tajlandii, której koronę przekazała Krystyna Pyszková. Finalistką z Polski była Miss Polonia 2024 Maja Klajda, która została II wicemiss i Miss World Europe.

## Rezultaty
| Wyróżnienie     | Finalistka |
| --------------- | --- |
| Miss World 2025 | Tajlandia - Suchata Chuangsri |
| Wicemiss        | Etiopia – Hasset Dereje Admassu |
| II Wicemiss     | Polska – Maja Klajda |
| III Wicemiss    | Martynika - Aurélie Joachim |
| Top 8           | Brazylia – Jéssica Pedroso · Namibia – Selma Kamanya · Filipiny – Krishnah Gravidez · Ukraina – Maria Melnychenko |
| Top 20          | Argentyna – Guadalupe Alomar · Australia – Jasmine Stringer · Kamerun – Issie Princesse · Indie – Nandini Gupta · Irlandia – Jasmine Gerhardt · Włochy – Chiara Esposito · Liban – Nada Koussa · Nigeria - Joy Mojisola Raimi · Portoryko - Valeria Pérez · Tunezja - Lamis Redissi · Stany Zjednoczone – Athenna Crosby · Walia - Millie-Mae Adams |
| Top 40          | Belgia - Karen Jansen · Botswana – Anicia Gaothusi · Dominikana - Mayra Delgado · Estonia – Eliise Randmaa · Haiti – Christee Guirand · Indonezja – Monica Kezia Sembiring · Jamajka – Tahje Bennett · Malezja – Saroop Roshi · Czarnogóra – Andrea Nikolić · Nowa Zelandia – Samantha Poole · Irlandia Północna – Hannah Johns · Panama – Karol Rodríguez · Serbia – Aleksandra Rutović · Somalia – Zainab Jama · Trynidad i Tobago – Anna-Lise Nanton · Turcja – İdil Bilgen · Uganda – Natasha Nyonyozi · Wietnam – Huỳnh Trần Ý Nhi · Zambia – Faith Bwalya · Zimbabwe – Courtney Jongwe |

### Kontynentalne Królowe Piękności
| Tytuł                | Laureatka                       |
| -------------------- | ------------------------------- |
| Miss World Africa    | Etiopia – Hasset Dereje Admassu |
| Miss World Americas  | Brazylia – Jéssica Pedroso      |
| Miss World Asia      | Filipiny – Krishnah Gravidez    |
| Miss World Caribbean | Martynika – Aurélie Joachim     |
| Miss World Europe    | Polska – Maja Klajda            |
| Miss World Oceania   | Australia – Jasmine Stringer    |